# Johnny Watson
Johnny Watson Navarro (La Victoria, 12 de marzo de 1962-Ventanilla, 8 de diciembre de 1987) fue un futbolista peruano. Jugaba como delantero y vistió las camisetas del Sport Boys y del Alianza Lima, de la primera división del Perú.

## Trayectoria
Inició su carrera en las divisiones juveniles del Deportivo Municipal, luego de haber campeonado con la selección de su colegio, Alfonso Ugarte, de San Isidro, en el torneo interescolar de 1978, donde tuvo como compañero de equipo a Franco Navarro.
En 1982 llega al Sport Boys por recomendación del empresario Alberto Levy, quien era dirigente de este club. Con el cuadro rosado, logra el campeonato de 1984 siendo goleador del equipo en el Descentralizado con diez anotaciones.
A fines de 1985, Marcos Calderón lo llevó al Alianza Lima, equipo en el que jugaría hasta 1987, cuando fue una de las víctimas de la tragedia aérea de Ventanilla. Sus restos descansan en el Cementerio El Ángel, junto con sus demás compañeros.

## Clubes
| Club         | País | Año       | Goles |
| ------------ | ---- | --------- | ----- |
| Sport Boys   | Perú | 1982-1985 | 31    |
| Alianza Lima | Perú | 1986-1987 | 9     |

## Palmarés

### Campeonatos nacionales
| Título           | Club       | País | Año  |
| ---------------- | ---------- | ---- | ---- |
| Primera división | Sport Boys | Perú | 1984 |

### Torneos cortos
| Título                 | Club         | País | Año  |
| ---------------------- | ------------ | ---- | ---- |
| Torneo Descentralizado | Alianza Lima | Perú | 1986 |
| Torneo Descentralizado | Alianza Lima | Perú | 1987 |